# Precis calescens
Precis calescens är en fjärilsart som beskrevs av Butler 1893. Precis calescens ingår i släktet Precis och familjen praktfjärilar. Inga underarter finns listade i Catalogue of Life.